# Инишева (деревня)
Инишева — деревня в Байкаловском районе Свердловской области. Входит в состав Байкаловского сельского поселения. Управляется Ляпуновской сельской администрацией.

## География
Населённый пункт расположен на правом берегу реки Полудёнка в 25 километрах на запад от села Байкалово — административного центра района.

### Часовой пояс
Инишева, как и вся Свердловская область, находится в часовой зоне МСК+2. Смещение применяемого времени относительно UTC составляет +5:00.

## Население
| 2002 | 2010 | 2021 |
| ---- | ---- | ---- |
| 76   | ↘47  | ↘25  |

## Инфраструктура
Деревня разделена на три улицы (Заречная, Нагорная, Центральная).